# Потлођени (Олт)
Потлођени (рум. Potlogeni) насеље је у Румунији у округу Олт у општини Тија Маре. Oпштина се налази на надморској висини од 46 m.

## Становништво
Према подацима из 2002. године у насељу је живело 1756 становника, од којих су сви румунске националности.